# فرس النبي (حشرة)
السرعوف أو فرس النبي أو الراهبة أو جمل اليهود أو قصاص الصباع أو حِصان إبليس أو حصان العبَّاس أو صاحب البستان أو أبو البستان أو حشرة فرّسية أو تحت رتبة مانتوديا (الاسم العلمي: Mantodea)، ويسميه اليهود «جمل سليمان»

## مزايا السرعوف
من مزايا السرعوف أنه يتغذى على الحشرات مما يجعله أفضل حارس للمزارع من هجوم الحشرات وخاصة الجراد، والسرعوف يهجم على أي حشرة تتحرك أمامه ينقض على الحشرات بالكلابتين القويتين ويسرع في التهامها فهو لا يتوقف عن الأكل، ويكون أكثر نشاطاً خلال فصل الصيف حيث تكثر الحشرات الضارة بالمزارع لذلك يعتبر السرعوف أفضل وسيلة للتخلص من الحشرات دون أي ضرر على النباتات.
ومما يميز هذه الحشرة أيضاً أنها الحشرة الوحيدة التي تستطيع تحريك رأسها دورة كاملة. بعض أنواع السرعوف تأكل بعض الطيور والقوارض الصغيرة والسحالي الصغيرة والثعابيين.
و من مميزاته انه رشيق حيث يستطيع مباغته فرائسه ويستطيع تغيير لونه ليتلائم مع لون البيئة التي يعيش فيها ليتخفي من اعدائه ويوهم فرائسه.

## أماكن وجوده
تعتبر حشرة فرس النبي واحدة من أشهر الحشرات في العالم وتتواجد في جميع القارات باستثناء قارة واحدة فقط هي أنتاركتيكا في القطب الجنوبي المتجمد.

## أنواعه
يوجد منه أنواع كثيرة تختلف في الحجم من (2 - 14 سنتيمتر) وكذلك اللون فمنها (الأخضر، الأصفر، الأبيض الخ) حسب البيئة التي يعيش فيها لتساعدة في التمويه والانقضاض على الحشرات، ويستعمل يديه الأماميّتين في القبض على الفريسة حيث تتميز بوجود أشواك ومقابض حادة تساعد على إحكام القبض. يكون نشيطا في فصل الصيف. وهو كائن يحب الاختباء في الأشجار وتحت الأشياء القديمة.

## أنثى السرعوف
أنثى السرعوف أكبر من الذكر وبعد عملية التكاثر تأكل الأنثى رأس الذكر وهنالك قول أنه في رأس الذكر توجد مواد مغذية.
بعد موسم التزاوج لهذه الحشرة تضع الانثى بيضها والذي يتراوح عدده من 75 الي 300 بيضه في كتل رغوية تتصلب لتكون جراب البيضات، وهي محفظة بيض تشبه الشرنقة، التي يلاحظ وجودها ملتصقة بالأشجار، وبخاصة عند اختفاء الأوراق منها في فصل الشتاء حيث لا يمكن الاختباء. أما لون البيض فهو بنيّ فاتح ومخطّط بخطوط تشبه العروق.

## عدو السرعوف
العدو اللدود له هو طيور النهار والخفافيش والسحالي.
عندما يتعرض السرعوف لهجوم يقف ثم يبسط قدماه الأماميتين حتى يعطي عدوه انطباعا أنه كبير الحجم فيخاف وينسحب.
و من مميزاته انه رشيق حيث يستطيع مباغته فرائسه ويستطيع تغيير لونه ليتلائم مع لون البيئة التي يعيش فيها ليتخفي من اعدائه ويوهم فرائسه.
يمر السرعوف في مراحل نموه بعدة انسلاخات فعندما يكبر في الحجم لابد من تغيير جلده الذي بات ضيقا عليه.
و تمر الانثي ب 7 انسلاخات في حياتها بينما الذكر يمر ب 6 انسلاخات لان عمره اقل من عمر انثاه.

## دروس استفادها الصينيون من السرعوف
ابتكر أحد الرهبان الصينيون في معبد شاولين في القرن التاسع عشر الميلادي أسلوباً قتالياً أسماه «أسلوب فرس النبي» فهذه الحشرة هي من علمته هذا الأسلوب عندما كان يشاهد المعركة الحاصلة بينها وبين حشرة أخرى كان يشاهد حينها طريقه الدفاع والهجوم لهذه الحشرة التي قادته ليتخذ منها أسلوباً قتالياً يعتمد على عدة أمور:
1. السرعة
2. الصلابة
3. المرونة
4. الثبات

و تستخدم في أداء فنون القتالية الاساليب التالية:
1. الركل
2. الضرب
3. الإسقاط
4. المسك

## الصور

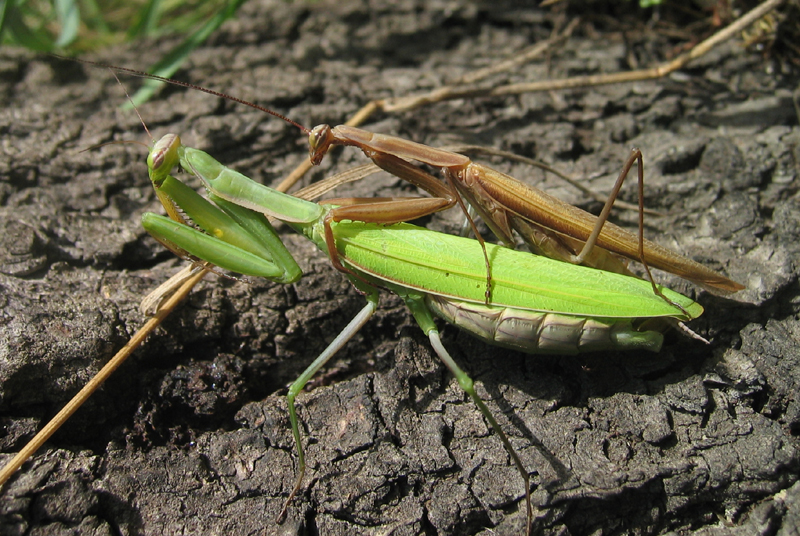
زوج من السرعوف
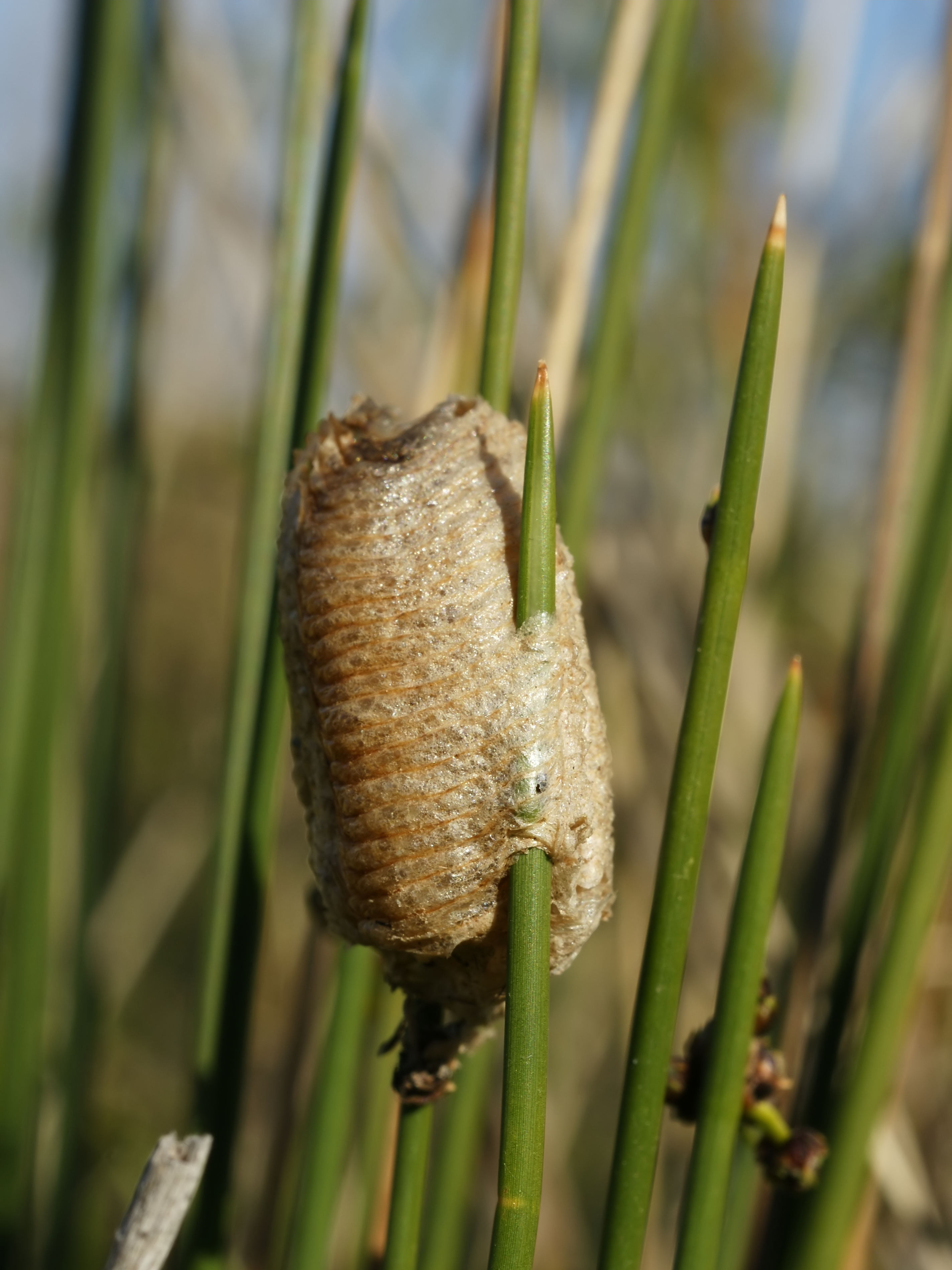
محفظة بيض السرعوف
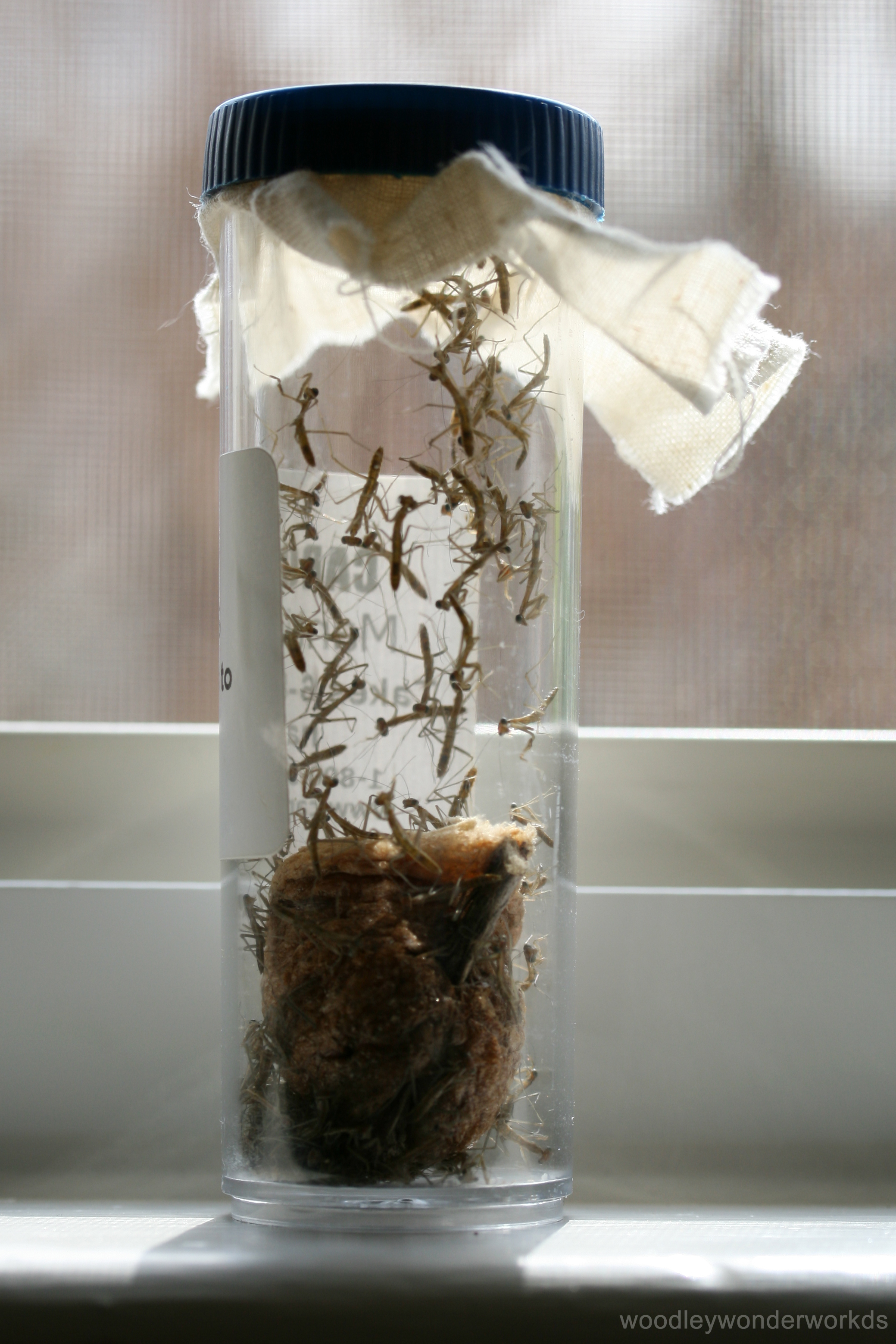
صغار السرعوف تخرج من محفظة البيض
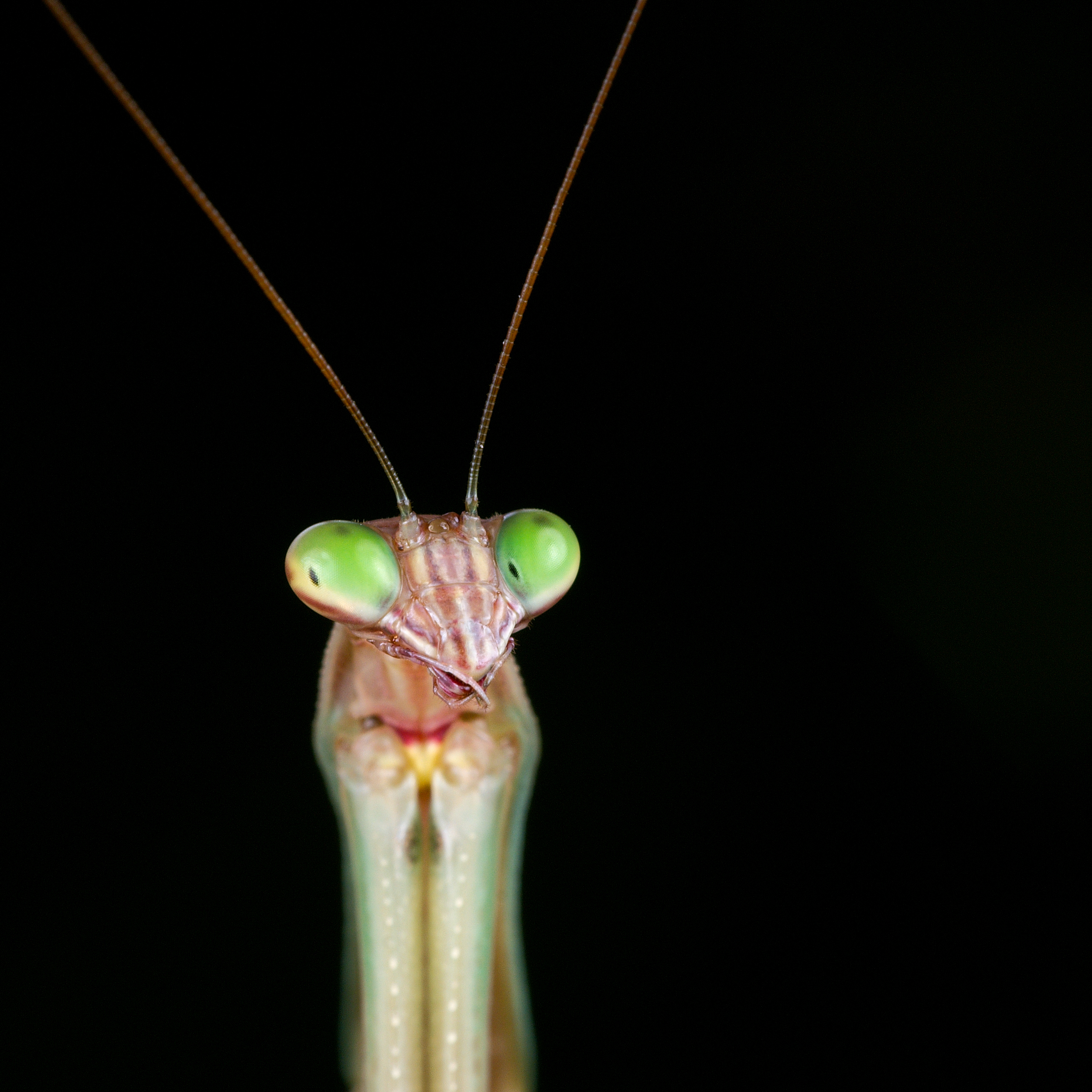
صورة لوجه السرعوف تظهر أجزاء الفم و العينين
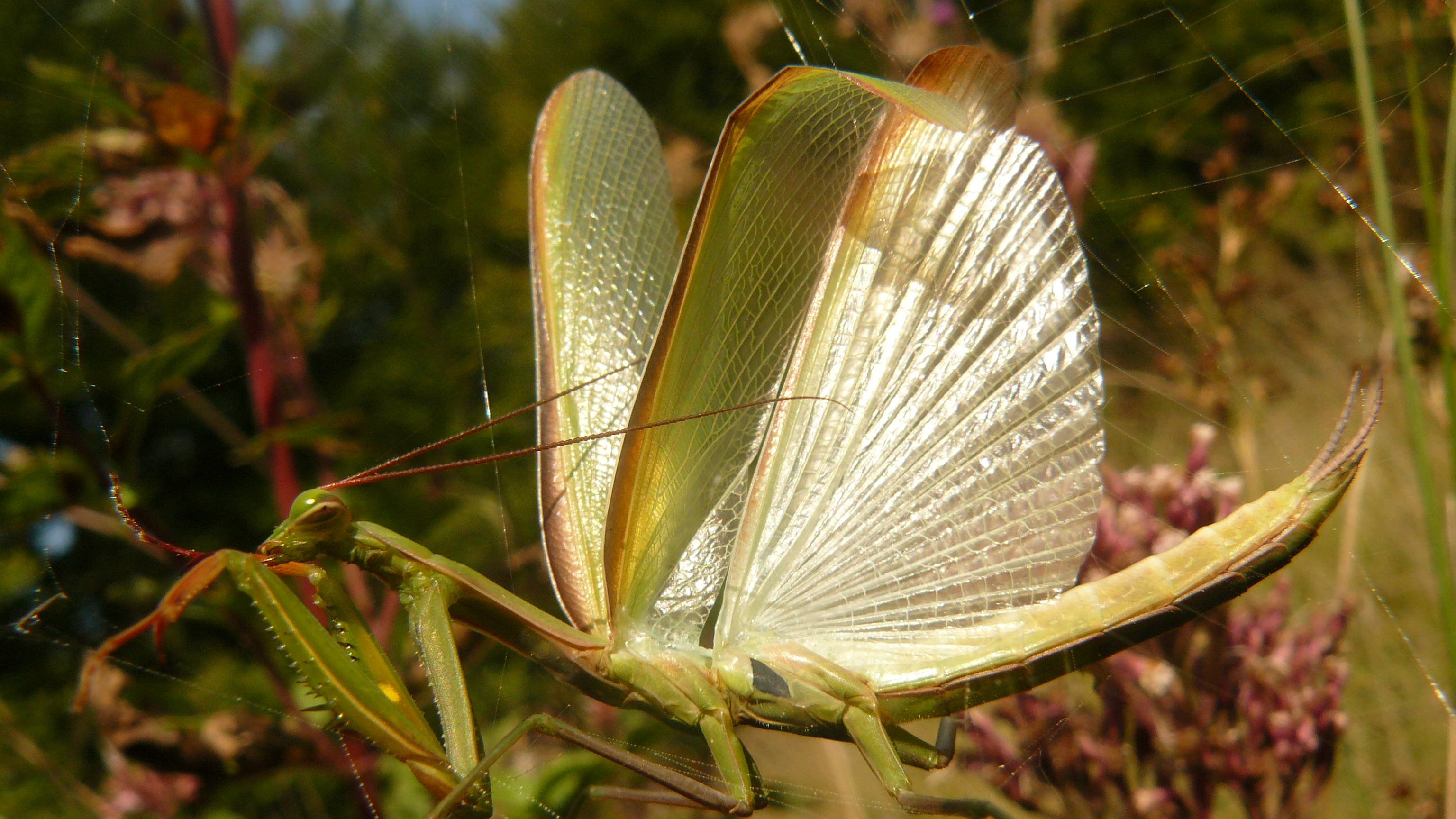
أجنحة السرعوف
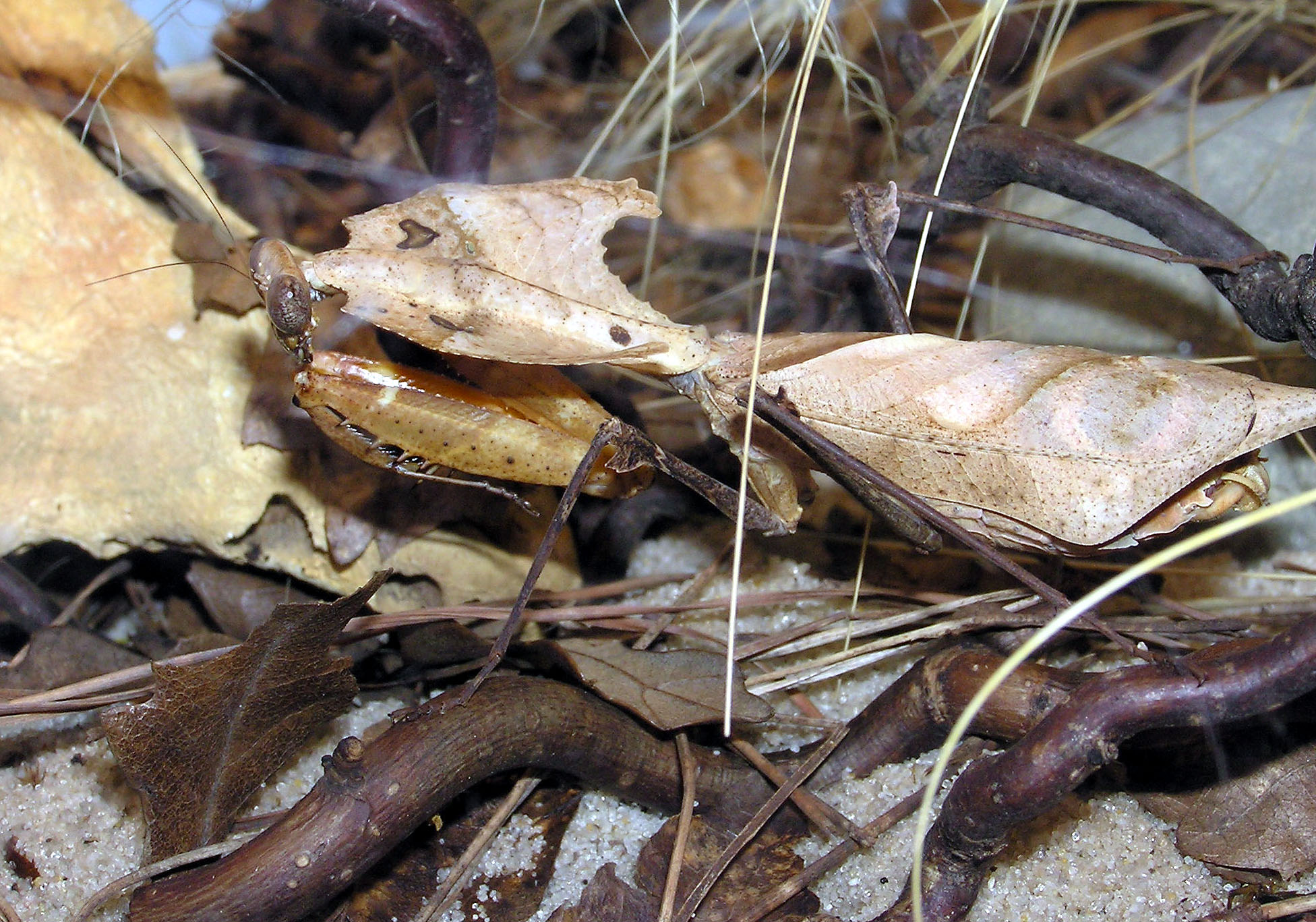
سرعوف الورقة الميتة، مثال مدهش على التخفي